# Loviisa
Loviisa este o localitate în Finlanda.